# 同級生 (森昌子の曲)
『同級生』（どうきゅうせい）は、1972年10月5日に発売された森昌子の2枚目のシングル。

## 収録曲
- 両楽曲共に、作詞：阿久悠／作曲：遠藤実／編曲：只野通泰

1. 同級生（3分24秒）
2. 初恋の赤い傘（3分22秒）

## エピソード
- 前奏・間奏・後奏の終わり間際には、やや音程が外れたオカリナが鳴っており、7代目笑福亭松喬はこれを面白がって、『伊藤史隆のラジオノオト』（ABCラジオ…2017年度より放送しているナイターオフ番組）の自身進行コーナー「笑福亭松喬の一笑懸命」で同窓会について話す際には、締めに決まってこの曲を流している。